# Joy-Ann Skinner
Joy-Ann Skinner ist eine barbadische Diplomatin.

## Werdegang
Skinner erhielt einen Bachelor of Science in Politikwissenschaften an der University of the West Indies und absolvierte ein Postgraduate-Studium in Internationalen Beziehungen. Joy-Ann Skinner war von 2000 bis 2005 als Erste Sekretärin in Botschaft in Brüssel tätig. In dieser Funktion leitete sie die Rum-Arbeitsgruppe der AKP-Staaten und verteidigte erfolgreich die Interessen des karibischen Rums bei der Weltzollorganisation. Als Sekretärin der Industrie- und Handelskammer Karibik-Europäische Union in Brüssel arbeitete sie drei Jahre an der Förderung des Exports von Waren und Dienstleistungen aus der Karibik in die Europäische Union. Nach Abschluss ihrer Tätigkeiten in Brüssel kehrte sie nach Barbados zurück und bekleidete nacheinander verschiedene Positionen, darunter als Senior Foreign Service Officer in der Hemispheric Relations Unit und als Leiterin der Abteilung Caribbean/ARICOM Relations und Maritime Boundaries Delimitations. Insbesondere war sie Koordinatorin in den Verhandlungen Barbados mit der Kommission der Vereinten Nationen über die Grenzen des Festlandsockels und anschließend Geschäftsführerin der Botschaft von Barbados in Kuba. Seit März 2008 ist Joy-Ann Skinner barbadische Botschafterin in Brüssel bei der Europäischen Union, in Belgien, Frankreich, Luxemburg, den Niederlanden und Deutschland.